# Povrly
Povrly (deutsch Pömerle, auch Pömmerle) ist eine Gemeinde in Tschechien. Sie liegt neun Kilometer östlich des Stadtzentrums von Ústí nad Labem und gehört zum Okres Ústí nad Labem.

## Geographie
Povrly befindet sich am linken Elbufer an der Einmündung des Baches Lužecký potok (Königsbach) im Böhmischen Mittelgebirge. Nördlich erheben sich der Dobrý (Laade, 323 m) und der Bradlo (Pradel, 451 m), im Osten die Lícha (Lechenberg, 462 m) und Buková hora (Zinkenstein, 683 m), südlich der Sokolí hřeben (592 m), die Kamenná hora (601 m) und der Magnetovec (Spitzberg, 520 m), im Südwesten die Varta (379 m), westlich der Kozí vrch (Ziegenberg, 379 m) sowie im Nordwesten der Vysoký kámen (Hoher Stein, 493 m). Nördlich liegt der vom Lužecký potok gespeiste Stausee Povrly. Durch den Ort führen die Bahnstrecke Praha–Děčín und die Staatsstraße I/62 von Ústí nad Labem nach Děčín. Vom Ortsteil Neštědice besteht eine Fährverbindung nach Velké Březno.
Nachbarorte sind Petrův Mlýn (Peters Mühle), Český Bukov (Böhm. Pokau) und Maškovice (Maschkowitz) im Norden, Skrytín (Skritin), Roztoky (Rongstock) und Přerov (Pschüra) im Nordosten, Malé Březno (Kleinpriesen) im Osten, Pláň (Plan), Babiny II (Babina), Suletice (Sulloditz) und Byňov (Binowe) im Süden, Velké Březno (Großpriesen) im Südwesten, Neštědice (Nestersitz) im Westen sowie Veselí (Wesseln) und Mašovice (Meischlowitz) im Nordwesten.

## Geschichte
Die erste schriftliche Erwähnung des Dorfes erfolgte im Jahre 1169, als dem Johanniterorden das linkselbische Gebiet um dem Berg Chwoynov zur Besiedlung übertragen wurde. Zu dieser Zeit bestand wahrscheinlich bereits eine slawische Siedlung, auf deren Fluren der Orden ein Dorf nach deutschem Recht gründete. Die erste schriftliche Erwähnung von Povrly stammt aus dem Jahre 1186. Zu dieser Zeit erfolgte bei Rongstock Bergbau auf Silber.
Im 14. Jahrhundert wurde Povrly an das Gut Mosern angeschlossen. 1393 erwarben die Herren von Lungwitz Mosern mit Pömmerle. Nach der zu Beginn des 15. Jahrhunderts erfolgten Anlegung der Burg Blankenstein wurde Pömerle der Burgherrschaft zugeschlagen. In der berní rula von 1654 sind für Pömerle 26 Wirtschaften ausgewiesen. 1673 war das Dorf auf 35 Häuser angewachsen. 1736 ist eine Zollstelle in Pömerlei nachweisbar. Zwischen dem 12. September 1797 bis 31. August 1798 brachen in Pömerlei zehn Brände aus. Gepfarrt war Pömerle nach Rongstock. Das Dorf gehörte bis zur Mitte des 19. Jahrhunderts immer zur Herrschaft Blankenstein.
Nach der Aufhebung der Patrimonialherrschaften bildete Pömmerle / Povrly eine politische Gemeinde im Gerichtsbezirk Außig bzw. Bezirk Außig. Durch den 1851 eingeweihten Bau der k.k. Nördliche Staatsbahn erfolgte die Ansiedlung von Industrie. Das bedeutendste Unternehmen war die 1899 gegründete Kupferhütte. Im Jahre 1901 wurde die neue Schule geweiht. 1921 bestand das Dorf aus 185 Häusern und hatte 1196 Einwohner, die größtenteils Deutsche waren. 1930 lebten in der Gemeinde 1319 Menschen. Nach dem Münchner Abkommen wurde Pömerle 1938 dem Deutschen Reich zugeschlagen und gehörte bis 1945 zum Landkreis Aussig. 1939 hatte die Gemeinde 1195 Einwohner. 1945 kam Povrly zur Tschechoslowakei zurück, die deutschen Bewohner wurden vertrieben. 1948 wurde die Gemeinde dem Okres Ústí nad Labem-okolí zugeordnet. Seit 1961 gehört Povrly wieder zum Okres Ústí nad Labem, zugleich kamen Český Bukov, Neštědice, Roztoky und Mírkov hinzu. Im Jahre 1976 erfolgte noch die Eingemeindung von Slavošov. Bedeutendstes Unternehmen der Gemeinde ist heute die Měď Povrly a.s., die Kupferbänder und Baubleche fertigt.

## Ortsgliederung
Die Gemeinde Povrly besteht aus den Ortsteilen
- Mírkov (Mörkau), mit Blansko (Blankenstein) und Dolní Mírkov (Tittelsbach)
- Neštědice (Nestersitz), mit Mašovice (Meischlowitz)
- Povrly (Pömerle), mit Český Bukov (Böhmisch Bokau), Lužec (Luschwitz), Lysá (Leißen), Maškovice (Maschkowitz) und Šachov (Klein Tschochau)
- Roztoky (Rongstock)
- Slavošov (Slabisch)

Grundsiedlungseinheiten sind Blansko, Český Bukov, Lužec, Lysá, Mašovice, Mírkov, Neštědice, Povrly, Roztoky, Šachov und Slavošov.
Das Gemeindegebiet gliedert sich in die Katastralbezirke Český Bukov, Lužec u Petrova Mlýna, Lysá, Mašovice pod Vysokým kamenem, Mírkov, Neštědice, Povrly, Roztoky nad Labem, Šachov und Slavošov.

## Sehenswürdigkeiten
- Kirche Mariä Heimsuchung in Povrly, errichtet 1936 an der Stelle einer Kapelle aus dem Jahre 1808
- Kirche der Geburt Johannes des Täufers in Roztoky, das ehemals spätbarocke Bauwerk wurde 1936 umgestaltet
- Kapelle in Šachov
- Kapelle in Lysá, erbaut 1812
- Erholungsgebiet am Stausee Povrly, nördlich des Ortes im Tal des Lužecký potok (Königsbach)

### Ehemalige Baudenkmale
- Kirche Johannes des Täufers in Český Bukov, das zum Ende des 18. Jahrhunderts errichtete Bauwerk verfiel nach dem Zweiten Weltkrieg und wurde 1977 gesprengt